# 栗原みきこ
栗原 みきこ（くりはら みきこ、1963年8月13日 - ）は、日本の女性声優。本名および旧芸名：栗原 美紀子（読みは同じ）。新潟県新潟市西蒲区（旧・西蒲原郡西川町）出身。

## 人物
現在はフリーランスで活動。かつては大沢事務所、アズリードカンパニー（預かり）、ベルプロダクションに所属していた。

## 出演

### テレビアニメ
1992年
- 姫ちゃんのリボン

1995年
- 鬼神童子ZENKI（貴子）

1997年
- 超特急ヒカリアン（さくら、あさぎり）

1998年
- serial experiments lain（S）
- ふたり暮らし（運河伊世奈 他）

2002年
- 電光超特急ヒカリアン（松田暁美、ひとみ）

2003年
- MOUSE（女性記者）

### OVA
1991年
- ここはグリーン・ウッド（少女A）

1992年
- 絶愛-1989-（女の子、子供）

1994年
- なつきクライシス（酒井）

1995年
- ドラゴンナイト外伝（ジョディス）

1999年
- ときめきメモリアル（美樹原愛）
- Piaキャロットへようこそ!!2 DX（榎本つかさ）

### 一般ゲーム
- ときめきメモリアルシリーズ（美樹原愛）

1994年
- クイズ世界はSHOW by ショーバイ!!（坂上美代）

1995年
- ときめきメモリアル〜forever with you〜（カルトピンク、美樹原愛）

1996年
- ラブリーポップ麻雀 雀々しましょ（川原ひな）

1997年
- VIRUS（ネットマネージャー1）

1998年
- ラブリーポップ2in1 雀じゃん恋しましょ（川原ひな）

2001年
- エミーリア（エミーリア・フォン・ファルエン）
- Piaキャロットへようこそ!!2.5（榎本つかさ）

2002年
- クイズケータイQモード 〜MailもChatも恋しTel〜（白川秋葉）

2007年
- 神曲奏界ポリフォニカ Memories White ファーストエモーション/エンドレスアリア（プリムローズ・グラナード）

### アダルトゲーム
1998年
- Find Love（高橋あゆみ）

2000年
- ECHO（凛）

### 吹き替え
栗原美紀子名義
- オレゴン魂（1984年、テレビ朝日版）
- ダンス・フィーバー（1984年）
- 燃えよデブゴン4/ピックポケット！（1984年）
- 燃えよデブゴン6（1985年、フジテレビ版）
- ドラゴンロード（1985年、フジテレビ版）
- ザ・カンニング アルバイト情報（1985年）
- キャノンボール2（1986年）

栗原みきこ名義
- クロノス（1998年、アウロラ）

### CD
- ときめきメモリアルドラマCD
- ときめきメモリアル ドラマシリーズ vol.3 旅立ちの詩（美樹原愛）
- あぶらみぶらざあず・黒盤（1996年）

### その他
- 汝子校戦艦シンフォニア（鳳菜都子） - 雑誌『テックウィン』付属CD-ROM内ドラマ
- アルトネリコ 世界の終わりで詩い続ける少女 「EXEC_PHANTASMAGORIA/.」（世界中の人々）